# Prymień
Prymień (biał. Прымень; ros. Примень) – wieś na Białorusi, w obwodzie grodzieńskim, w rejonie nowogródzkim, w sielsowiecie Brolniki, przy drodze republikańskiej .